# 千代倉歴史館
千代倉歴史館（ちよくられきしかん）は、愛知県名古屋市緑区鳴海町相原町27にある歴史資料館。
この項では隣接する下郷家住宅（千代倉本家）紅葉蔵および下郷家住宅中蔵についても記述する。

## 歴史
江戸時代から約400年続く名古屋の商家であった千代倉家の所蔵品を調査・公開するため、2023年（令和5年）11月4日に開館。
建物は木造建築で、施工を宮大工の魚津社寺工務店が手掛け、2023年5月に完成した。館内には千代倉家の所蔵品を展示するほか、年4回企画展を開催している。
2024年（令和6年）8月15日には隣接する下郷家住宅（千代倉本家）紅葉蔵および下郷家住宅中蔵が国の登録有形文化財に登録された。

## 主な収蔵品
- 千代倉家日記 - 千代倉家の当主が代々書き繋いだ日記。
- 鼠灯台 - 初代下里久宗作の灯台。
- 芭蕉の笈 - 松尾芭蕉が林桐葉[注 1]に送ったもの。
- 粟塚 - 松尾芭蕉の供養のために建てられた石碑。細根山「小山園」にあったものを移設[1][注 2]。

## 文化財

### 登録有形文化財
紅葉蔵、中蔵いずれも12代当主下郷益太郎により建立されたもので、千代倉家の所蔵品を保管している。
下郷家住宅（千代倉本家）紅葉蔵
1891年（明治24年）築。土蔵造2階建の瓦葺で、建築面積は91m2。
調度品や文書を保管する蔵で、国土の歴史的景観に寄与しているものとして、2024年（令和6年）8月15日に国の登録有形文化財に登録されている。
下郷家住宅（千代倉本家）中蔵
1893年（明治26年）築。土蔵造2階建の瓦葺で、建築面積は63m2。
家財などを保管する蔵で、国土の歴史的景観に寄与しているものとして、2024年（令和6年）8月15日に国の登録有形文化財に登録されている。

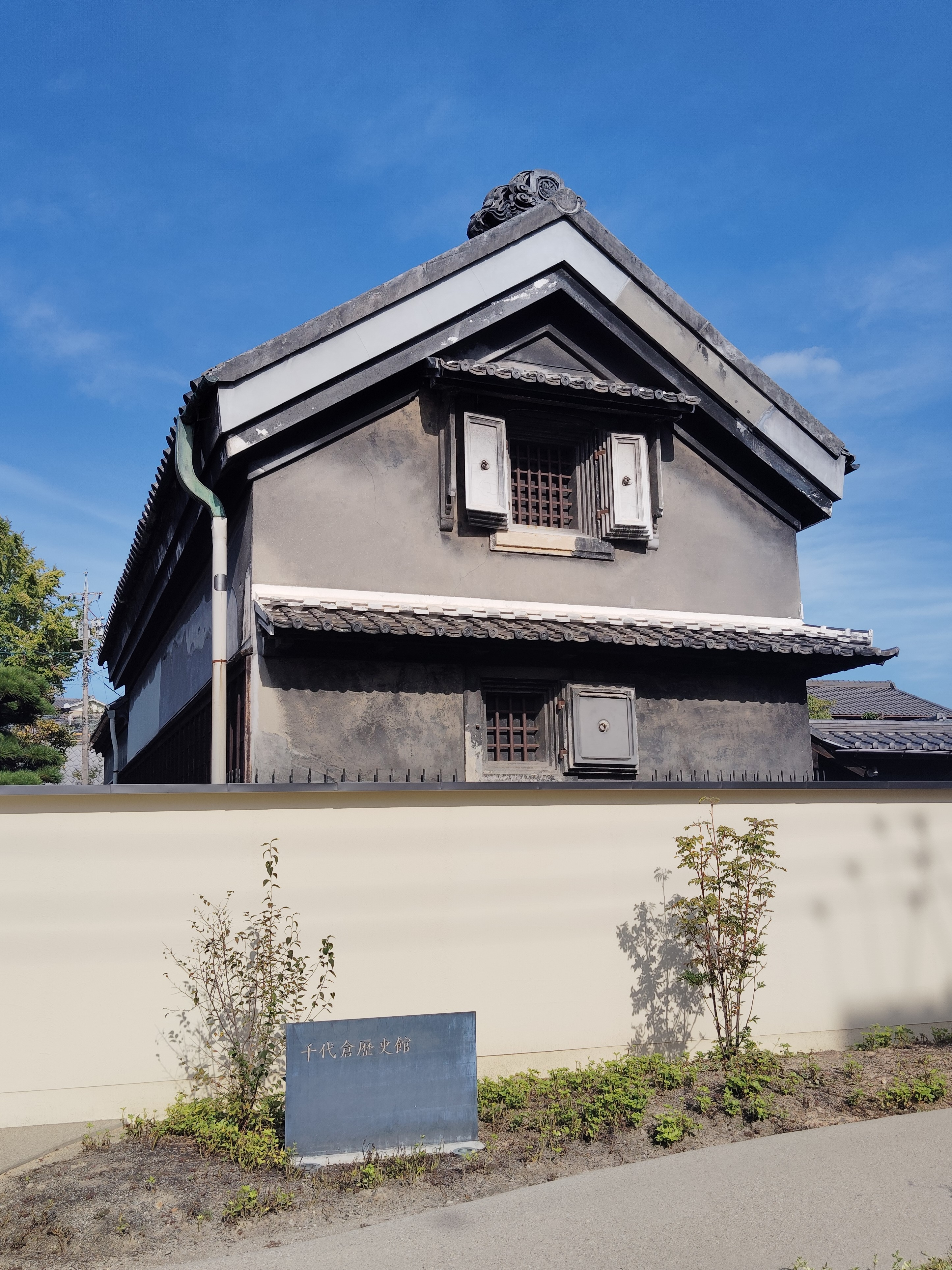
下郷家住宅（千代倉本家）紅葉蔵
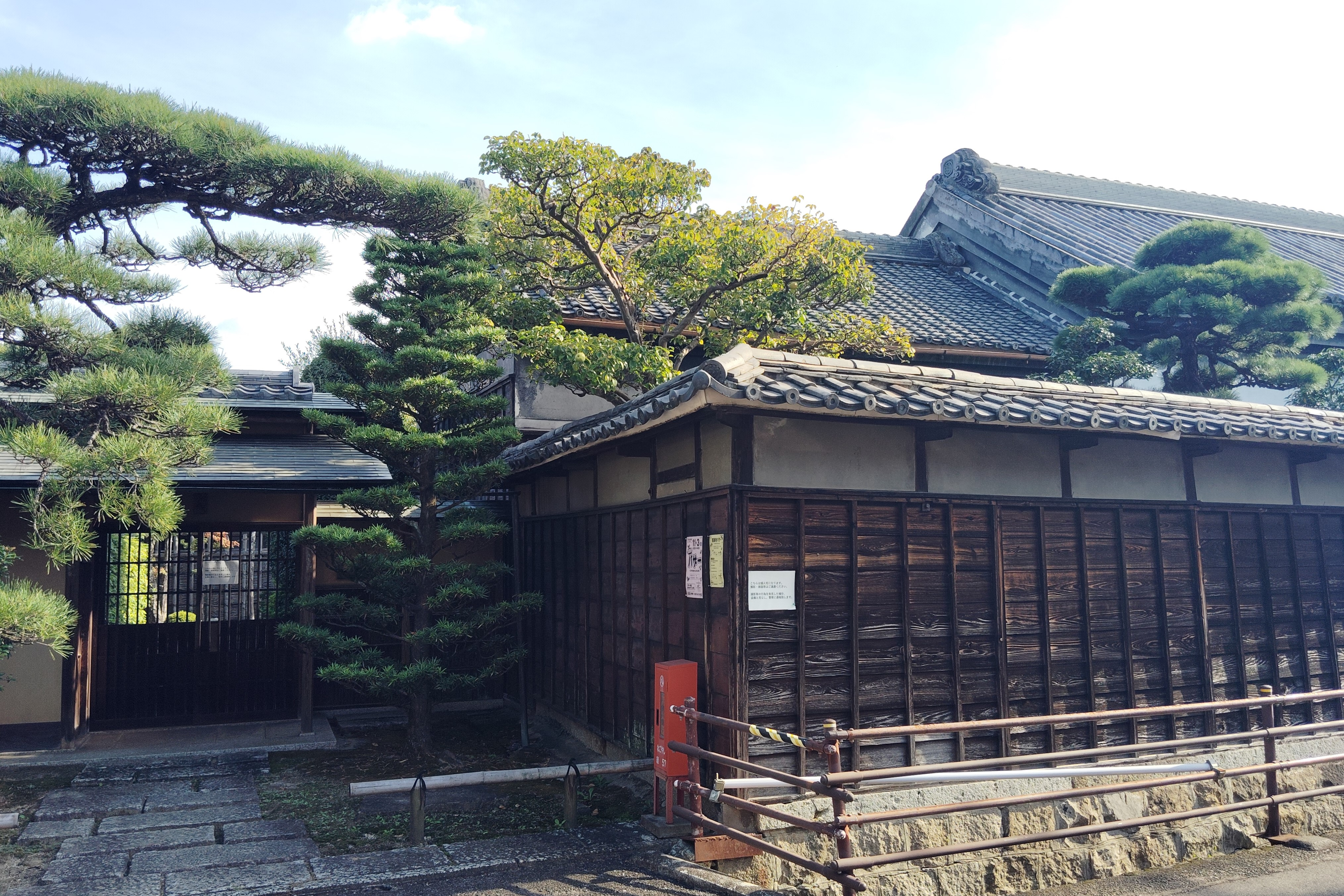
下郷家住宅（千代倉本家）中蔵

## 千代倉家
伊勢国桑名より鳴海に移り住んだ下里種政の子、久宗を祖とし、ここから約400年続く名古屋の商家である。
千代倉とは下郷家の屋号であり姓は下里であったが、3代蝶羽の代に下郷に改めている。
また、松尾芭蕉門下で鳴海六俳仙の筆頭であった2代知足のほか、3代蝶羽、4代亀世、5代常和、6代学海など多くの俳人を排出した。なお、館長の下郷常雄は15代当主にあたる。

## 交通アクセス
- 名鉄名古屋本線「鳴海駅」東口より徒歩約4分[1]